# アイセルシュラホール

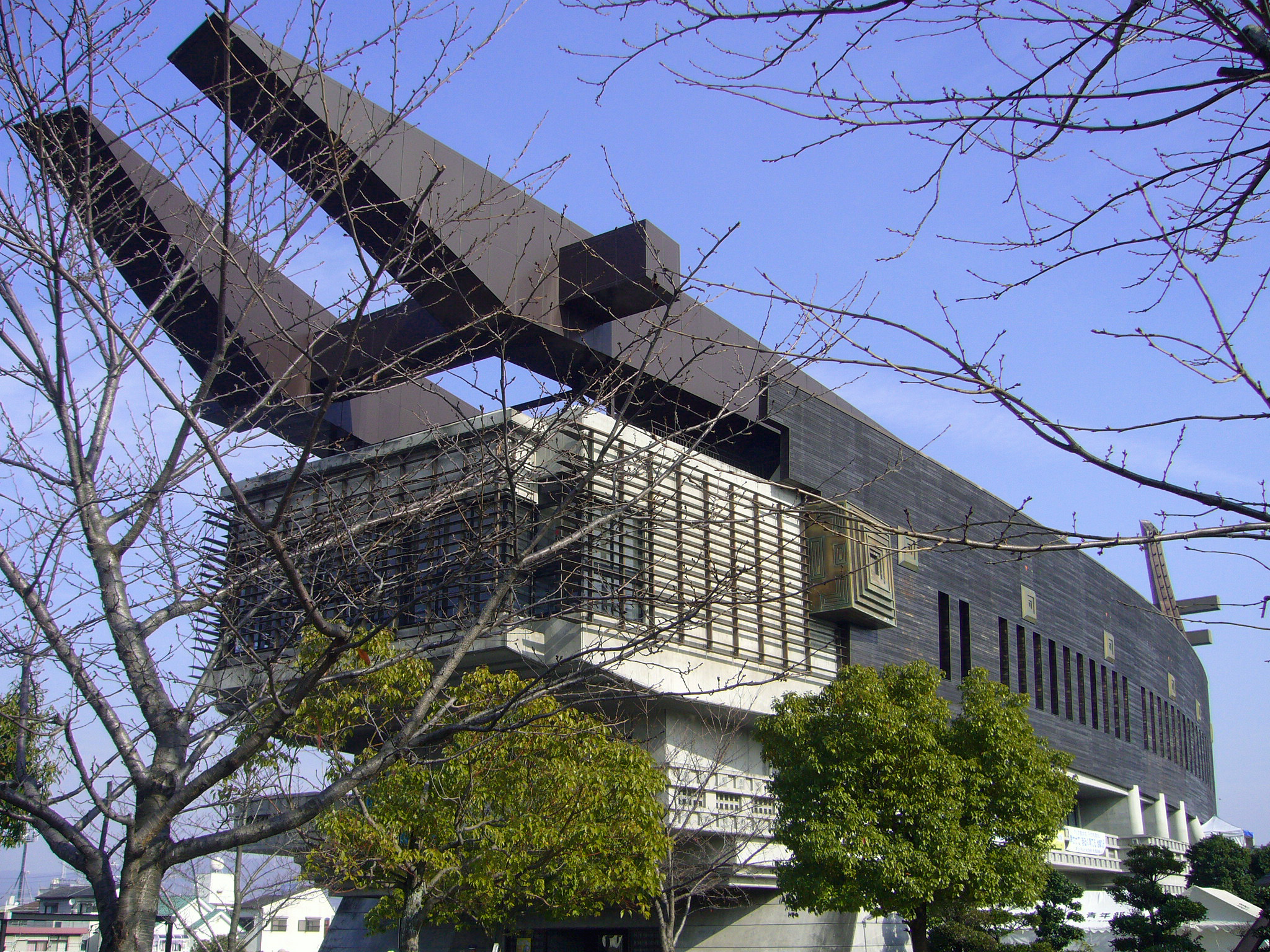
西南方向

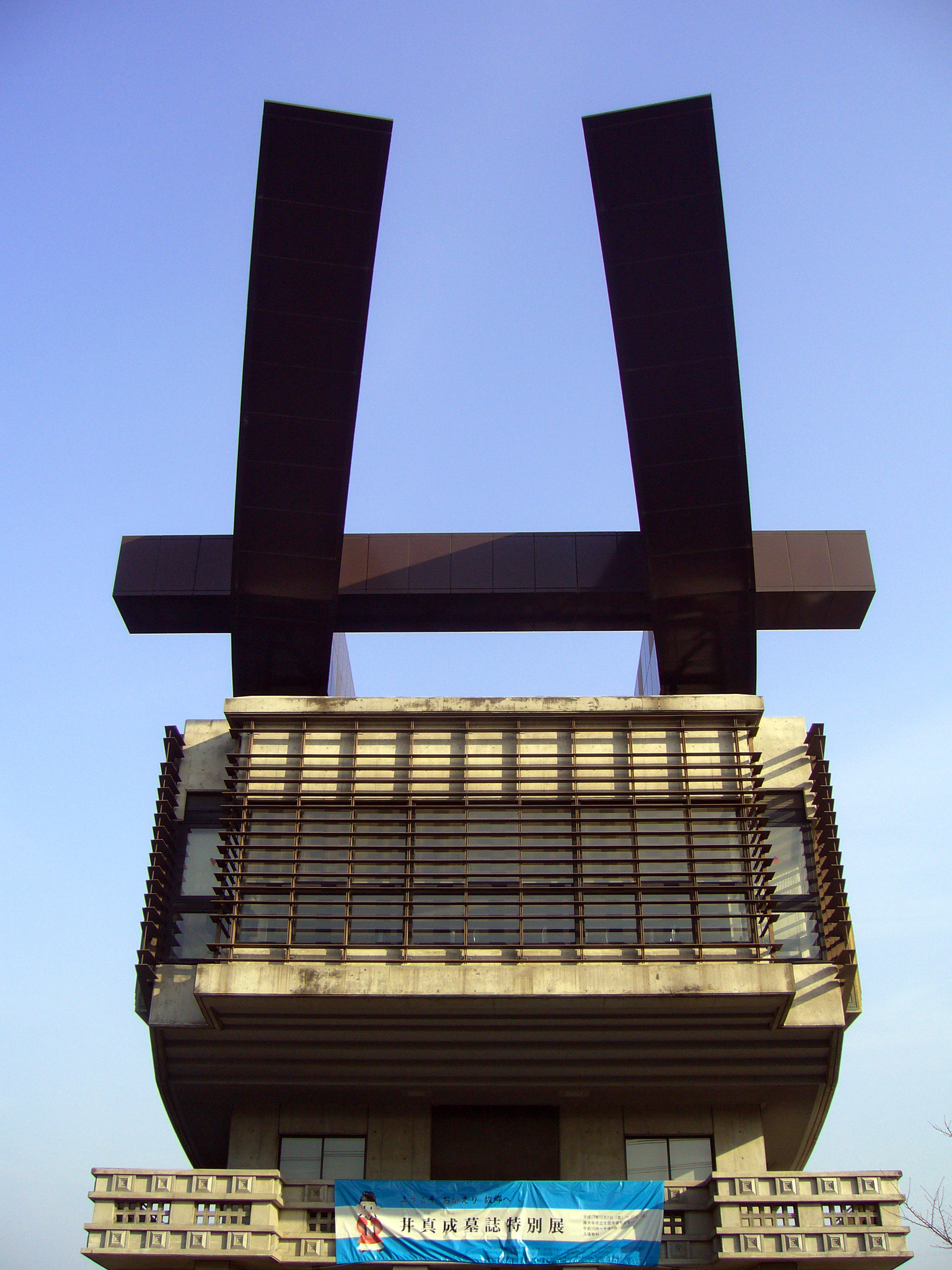
西側

アイセルシュラホールとは、大阪府藤井寺市にある考古学・歴史系博物館施設をメインとする生涯学習センターの愛称。正式名称は藤井寺市立生涯学習センター。1994年に開館した。
館名の「アイセル」は、Activity、Information、Consultation、Exchange、Learningの頭文字を並べたもので、「シュラ」は三ツ塚古墳で出土した古墳時代の巨石運搬用ソリ「修羅」を意味する。館の外観は岡古墳から出土した舟形埴輪をモチーフしてデザインしたものとされる。

## 施設
- 歴史展示室
  - 「倭の五王と巨大古墳」をテーマした古墳築造技術の紹介、西墓山古墳や津堂城山古墳の出土品等を展示
  - 「ふじいてらの大昔」をテーマにした藤井寺の古代史を紹介
- 古代資料室 ― 古代史関係の図書室
- クラフト室
- アトリエ
- ハイビジョンシアター
- 視聴覚室
- 喫茶コーナー
- 市立図書館図書コーナー
- 音楽教室
- 屋内多目的広場（屋上、開閉式屋根）

## 主な展示品
- 日本最大級かつ最古とされる「水鳥形埴輪」 - 国の重要文化財。
- 日本最大級の「船型埴輪」

津堂城山古墳出土 形象埴輪 手前の水鳥形埴輪3点は国の重要文化財。
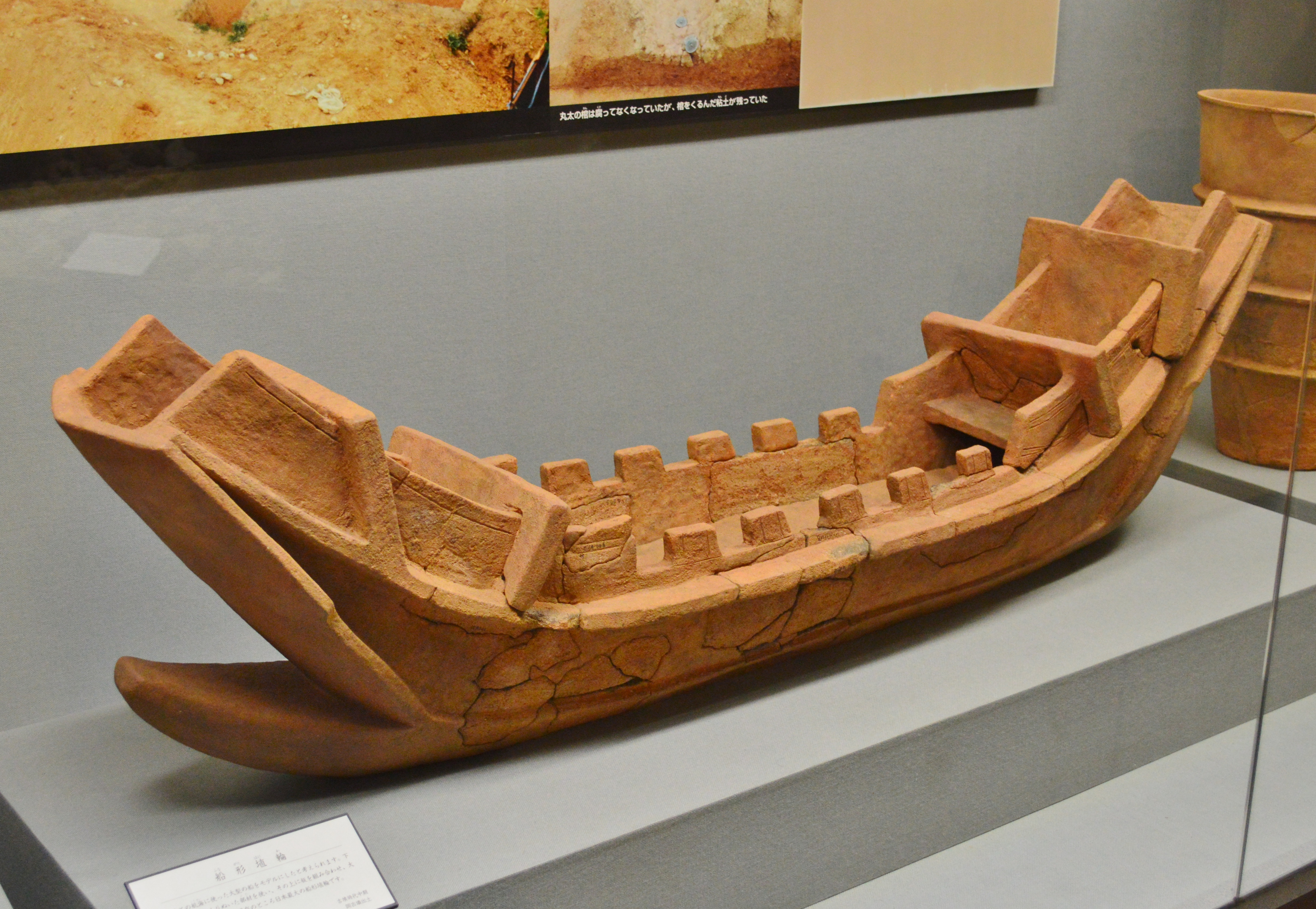
岡古墳出土 船形埴輪
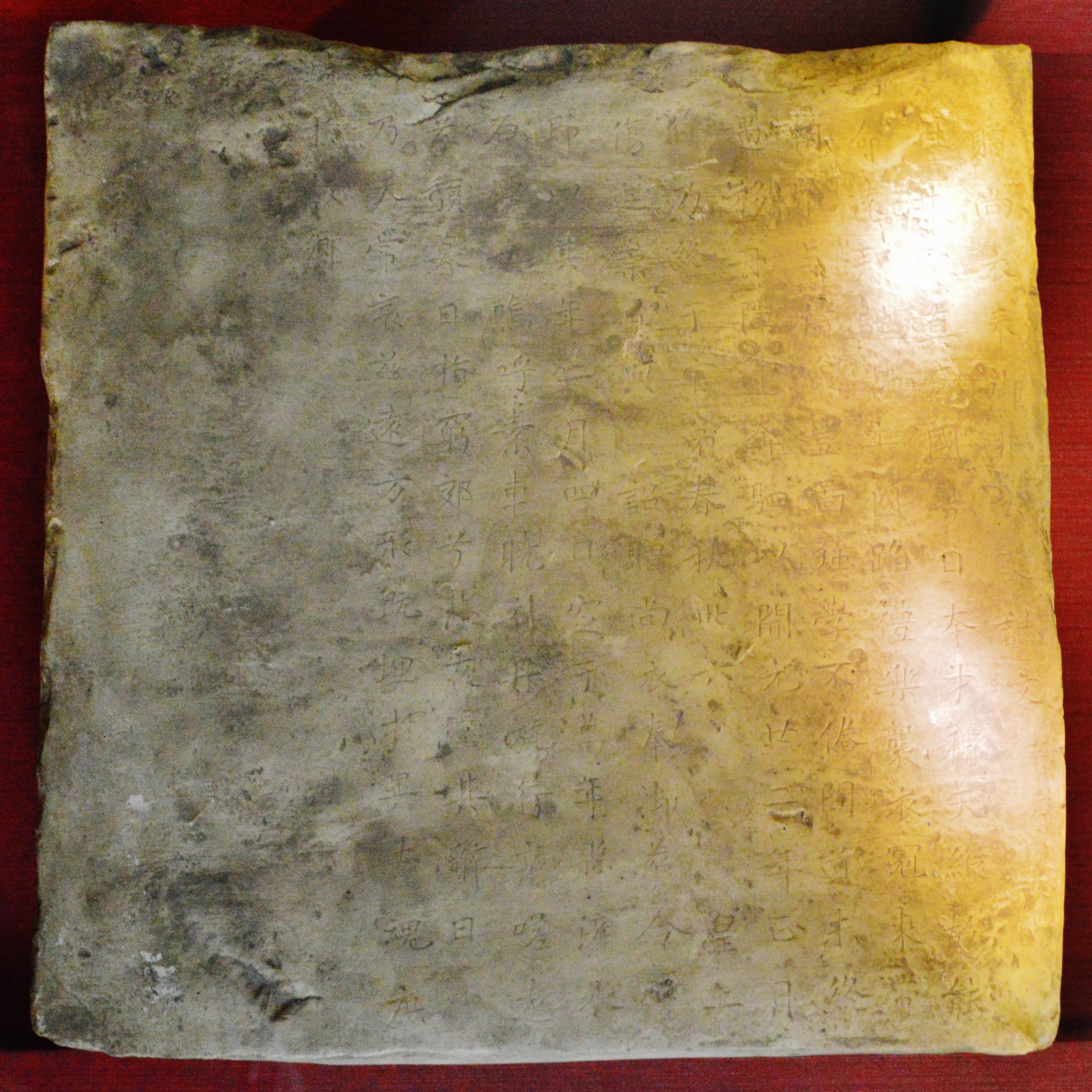
井真成墓誌 身部（複製）
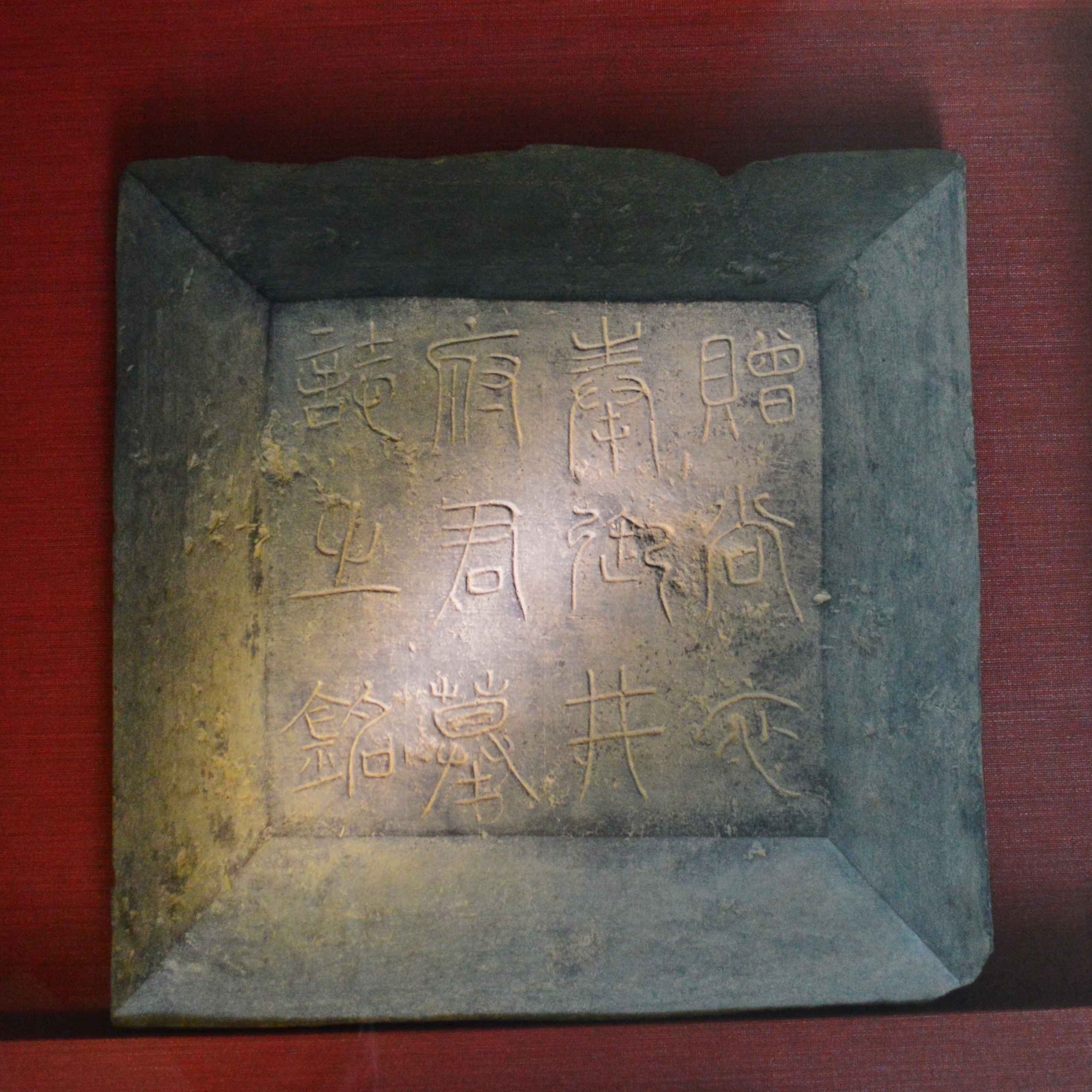
井真成墓誌 蓋部（複製）
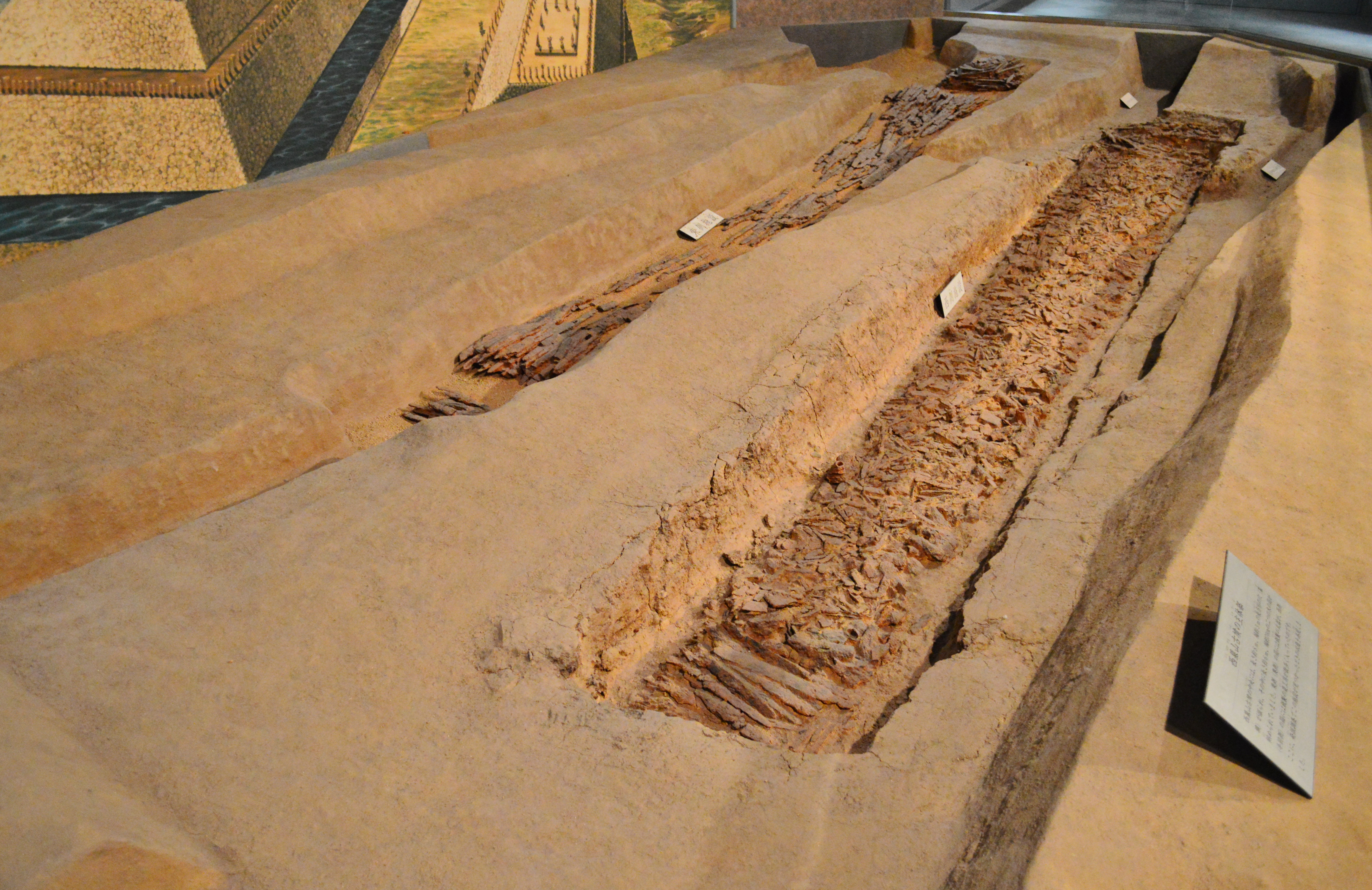
西墓山古墳 主体部

## 交通アクセス
- 近鉄南大阪線 藤井寺駅 徒歩8分

## 周辺情報
- 葛井寺
- 野中寺
- 野々上八幡神社
- 辛国神社
- 世界文化遺産古市古墳群
  - 特に仲哀天皇陵（恵我長野西陵）に東隣